# 황자오위안
황자오위안(중국어 정체자: 黃昭元, 병음: Huáng Zhāoyuán, 한자음: 황소원, 1962년 9월 28일 ~ )는 중화민국의 공법학자이자 국립대만대학 법과대학 교수. 그의 연구 분야는 헌법, 국제공법, 국제인권법 등이다. 2016년에는 중화민국 총통 차이잉원의 임명을 받았다. 사법원의 판사가 된다.

## 학력
- 하버드대학교
- 국립 대만 대학

## 같이 보기
- 사법원